# Tha Dogg Pound
Tha Dogg Pound je hip hop grupa iz Long Beacha koju su 1991. godine osnovali Daz Dillinger i Kurupt. U početku karijere imali su potpisan ugovor za diskografsku kuću Death Row Records. Prvi put su se pojavili 1992. godine na albumu The Chronic Dr. Drea. Također su gostovali na Snoop Doggovom albumu iz 1993. godine Doggystyle. Godine poslije gostovali su na albumima Murder Was The Case i Above the Rim. Godine 1995. debitirali su albumom Dogg Food.

## Diskografija
studijski albumi
- Dogg Food (1995.)
- Dillinger & Young Gotti (2001.)
- Dillinger & Young Gotti II: Tha Saga Continuez... (2005.)
- Cali Iz Active (2006.)
- Dogg Chit (2007.)
- That Was Then, This Is Now (2009.)
- 100 Wayz (2010.)
- Westcoast Aftershocc (2011.)[1]

kompilacije
- 2002 (2001.)
- The Last of Tha Pound (2004.)
- Keep on Ridin (2010.)

EP-ovi
- Let's Ryde 2Night EP (2008.)

suradnje
- Stay of Execution (2011.)[2][3][4]

## Nagrade i nominacije
| Kategorija                                     | Žanr | Pjesma              | Godina | Rezultat   |
| ---------------------------------------------- | ---- | ------------------- | ------ | ---------- |
| nagrada Grammy za najbolju rap izvedbu u grupi | Rap  | "What Would You Do" | 1996.  | nominirani |

## Vanjske poveznice
- Službena stranica
- Tha Dogg Pound na MySpaceu
- Tha Dogg Pound na Allmusicu
- Tha Dogg Pound  Arhivirana inačica izvorne stranice od 16. srpnja 2011. (Wayback Machine) na MTV